# Alaviv
Alaviv (segle IV - 376) fou un cabdill dels teruings.
Empesos per l'amenaça dels huns, amb Fritigern el 375 va demanar a Valent la protecció de l'Imperi Romà que van obtenir després de ser demanats per la seva cristiandat, a la que s'havien convertit amb anterioritat, conjuntament amb Fritigern, va dirigir al seu poble creuant el Danubi el 376 unint-se als taifals i els greutungs de Farnobius. S'estima que van creuar el Danubi 200.000 visigots van creuar el Danubi i es van establir a Mèsia, en territori romà com a federats.
Desapareix de la història el 376 en el conflicte que va dur a la batalla de Marcianòpolis, quedant Fritigern com a líder únic dels teruings. Alaric I, que seria rei dels visigots del 395 al 410 possiblement fos fill seu.